# フリュクティドール18日のクーデター

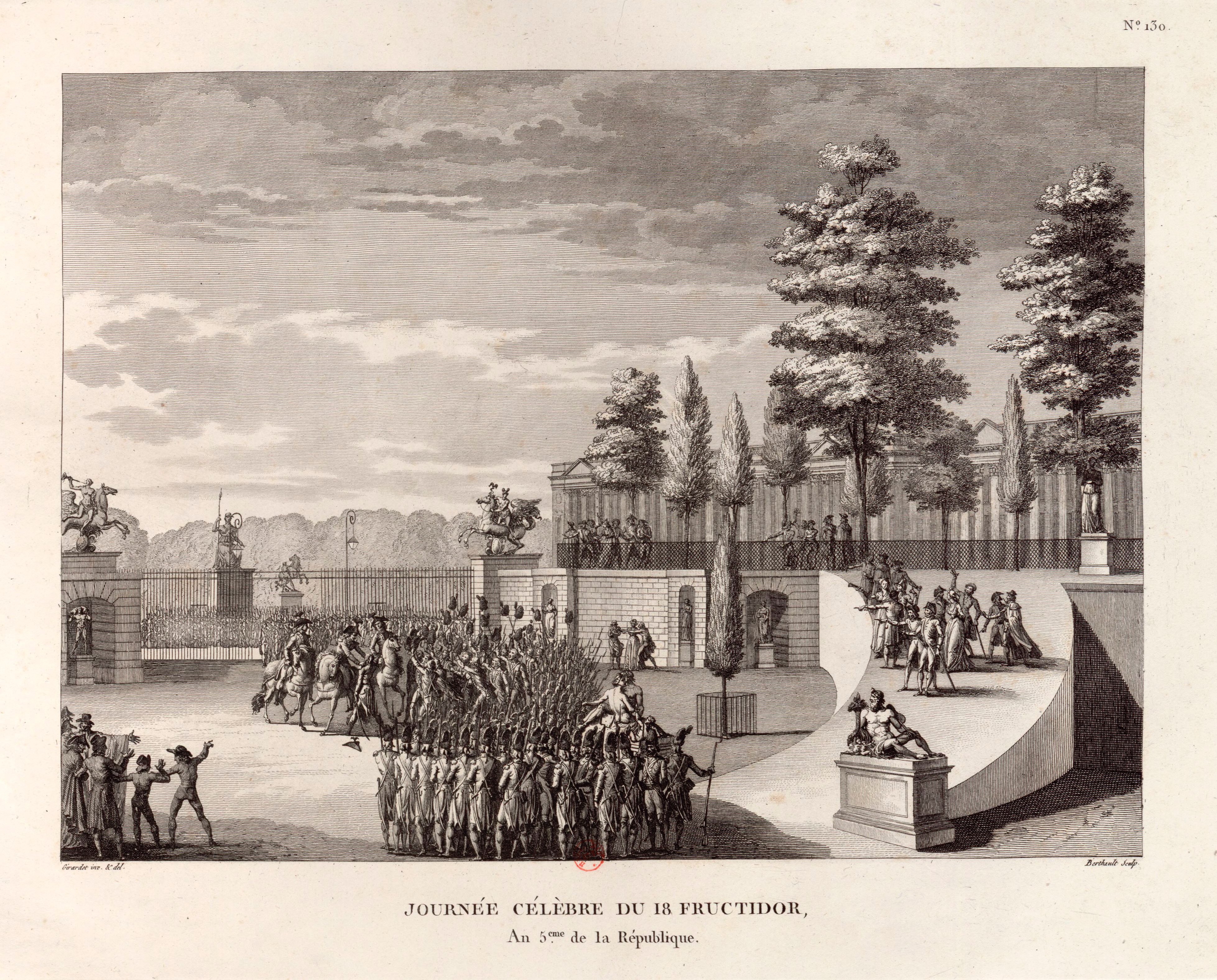
クーデターの首謀者を代表して、反革命の疑いでテュイルリー宮殿にいる政敵を逮捕するピエール・オージュロー

フリュクティドール18日のクーデター（フリュクティドール18にちのクーデター、仏: Coup d'État du 18 fructidor an V）とは、1797年9月4日（フランス革命暦V年フリュクティドール18日）に起きた、フランスの総裁政府が当時力をつけていた王党派からの権力奪取を目的とするクーデターである。

## 概要
フランスの総裁のバラス、ルーベル、ラ・ルヴェリエールたち三人は軍部の支持を得て、クーデターを起こした。直近の1797年五百人会選挙で150人の議員が改選されたが、王党派の立候補者がほとんどの議席を得ていた。次の選挙で王党派が勝利すると、過半数を制することになるため、総裁たちは危機感を強めていた。
王党派に同情的とされるジャン＝シャルル・ピシュグリュが五百人会の議長に当選した。ナポレオン・ボナパルトがピシュグリュの反革命活動の証拠を提出すると、総裁たちは五百人会全体が反革命の陰謀を企んでると疑い、選挙の無効と王党派の逮捕に踏み出た。
クーデター実行のためにラザール・オッシュ将軍が軍を連れてパリに到着し、一方ナポレオンはピエール・オージュロー配下の軍を派遣した。総勢80,000人の軍に王党派の議員は為す術もなく、216人の議員が逮捕され、そのうち61人がフランス領ギアナのカイエンヌに追放された。追放された議員の多くが風土病で亡くなったため、この追放は「乾いたギロチン」と呼ばれた。他には18人が監禁され、最終的に逃げられたのは3人だけだった。反対派の新聞紙は42紙が発行禁止となり、選挙は取り消された。
1797年5月に総裁になったばかりのフランソワ・ド・バルテルミーはカイエンヌ行きとなり、もう一人の総裁であるラザール・カルノーは亡命して一命を取り留めた。二人の後任にはドゥーエーとヌフシャトーが就いた。政府要員は共和派が占め、亡命者の親類に対する法律も復活された。軍事法廷が設けられ、亡命者は有罪であるとして、フランスへの帰国を命じる判決が下された。
忌避僧侶は、再び虐げられることになった。何百人もがカイエンヌ送りとなり、あるいはレ島やオレロン島の廃墟に閉じ込められた。ラ・ルヴェリエールは自らの宗派を拡大し、多くの教会が敬神博愛教の施設に変えられた。政府は、十曜日（共和暦参照）を公的な祭礼の日として仕事を休むことを義務とし、これまで教会で行われていた日曜日の礼拝を禁じた。報道の自由は制限され、新聞は発行禁止処分、ジャーナリストは軒並み追放された。
旧貴族全員をフランスから追放することが提案された。その案は実現されなかったが、旧貴族は外国人扱いされ、市民権を得るためには帰化する必要ができた。さらに公債の利子の3分の2は無効扱いされた。
80門戦列艦であるフードロワイヤンは一時「フリュクティドール18日」に改名された。